# NGC 5602
NGC 5602 ist eine Spiralgalaxie vom Hubble-Typ Sa im Sternbild Bärenhüter am Nordsternhimmel. Sie ist schätzungsweise 105 Millionen Lichtjahre von der Milchstraße entfernt und hat einen Durchmesser von etwa 45.000 Lichtjahren.
Das Objekt wurde am 15. Mai 1787 von Wilhelm Herschel mit einem 18,7-Zoll-Spiegelteleskop entdeckt, der sie dabei mit „pF, pS, lE, mbM“ beschrieb.